# ニコラス・キッカー
ニコラス・キッカー（スペイン語: Nicolás Kicker: スペイン語発音: [nikoˈlas kiˈker], 1992年8月16日 - ）は、アルゼンチン・ブエノスアイレス州メルロ出身の男子プロテニス選手。自己最高ランキングはシングルス78位、ダブルス215位。ATPツアーではまだ優勝はない。右利き。身長179cm。バックハンド・ストロークは片手打ち。

## 選手経歴

### 2016年 チャレンジャー初優勝
ATPチャレンジャーツアーに参戦しており、2016年6月にはイタリアのペルージャ市国際テニス選手権（en）でATPチャレンジャーツアー初優勝を飾った。同年11月にはエクアドルのグアヤキル市チャレンジャー選手権（en）でも優勝し、2017年10月にはアルゼンチンのフィラ・カップ（en）でも優勝した。

### 2017年 トップ100入り
2017年5月には男子シングルスの世界ランキングが自己最高の87位となった。2017年全仏オープン男子シングルスでは1回戦でボスニア・ヘルツェゴビナのダミル・ジュムールを破って2回戦に進出した。2回戦ではウルグアイのパブロ・クエバスに敗れている。この大会の結果、6月12日には世界ランキングが自己最高の78位となった。

### 2018年 グランドスラム3回戦進出
2018年全豪オープン男子シングルスでは、1回戦でオーストラリアのジョーダン・トンプソンを破ると、2回戦ではスロバキアのルカシュ・ラツコを破って3回戦に進出した。3回戦ではハンガリーのマートン・フチョビッチに敗れている。2018年5月テニスの不正監視団体テニス・インテグリティ・ユニットから2015年の下部大会の試合で八百長に関与したとして、暫定的に出場停止処分になった。6月に6年間の出場停止と罰金2万5000ドルの処分が決定した。

### 2021年 ツアー復帰
前述後に出場停止期間が短縮され、2021年2月に復帰した。

## ATPチャレンジャーツアー・フューチャーズ成績

### シングルス: 12回優勝
| 大会グレード        |
| ------------------- |
| チャレンジャー (3)  |
| フューチャーズ (10) |

| No. | 日付           | 大会                         | サーフェス | 対戦相手                       | スコア             |
| --- | -------------- | ---------------------------- | ---------- | ------------------------------ | ------------------ |
| 1.  | 2013年9月22日  | コルドバ                     | クレー     | マルティン・クエバス           | 2–6, 6–4, 6–3      |
| 2.  | 2013年9月29日  | コルドバ                     | クレー     | ペドロ・カチン                 | 6–3, 6–2           |
| 3.  | 2014年6月22日  | ビジャ・マリア               | クレー     | トマス・リポフシェク・プチェス | 6–4, 6–3           |
| 4.  | 2014年8月10日  | ミシオネス州                 | クレー     | ジョアン・ペドロ・ソルジ       | 6–1, 6–2           |
| 5.  | 2014年8月31日  | ラ・リオハ州                 | クレー     | フアン・パブロ・パス           | 7–6(7–4), 7–5      |
| 6.  | 2014年9月7日   | サンティアゴ・デル・エステロ | クレー     | フェデリコ・コリア             | 6–3, 6–0           |
| 7.  | 2014年9月14日  | ビジャ・デル・リケ           | クレー     | フェデリコ・コリア             | 7–5, 6–1           |
| 8.  | 2015年3月15日  | グアイマリェン               | クレー     | フアン・イグナシオ・ガラルサ   | 6–3, 6–4           |
| 9.  | 2015年5月17日  | コルドバ                     | クレー     | ニコラス・アルベルト・アレチェ | 6–2, 6–0           |
| 10. | 2015年5月31日  | ビジャ・アリェンデ           | クレー     | マス・リポフシェク・プチェス   | 6–1, 6–2           |
| 11. | 2016年6月19日  | ペルージャ                   | クレー     | ブラジュ・ロラ                 | 2–6, 6–3, 6–0      |
| 12. | 2016年11月5日  | グアヤキル                   | クレー     | アルチュール・デ・グレーフ     | 6–3, 6–2           |
| 13. | 2017年10月15日 | ブエノスアイレス             | クレー     | オラシオ・セバジョス           | 6–7(5–7), 6–0, 7–5 |

## 成績
略語の説明
| W | F | SF | QF | #R | RR | Q# | LQ | A | Z# | PO | G | S | B | NMS | P | NH |

W=優勝, F=準優勝, SF=ベスト4, QF=ベスト8, #R=#回戦敗退, RR=ラウンドロビン敗退, Q#=予選#回戦敗退, LQ=予選敗退, A=大会不参加, Z#=デビスカップ/BJKカップ地域ゾーン, PO=デビスカップ/BJKカッププレーオフ, G=オリンピック金メダル, S=オリンピック銀メダル, B=オリンピック銅メダル, NMS=マスターズシリーズから降格, P=開催延期, NH=開催なし.
| 大会           | 2015 | 2016 | 2017 | 2018 | 通算成績 |
| -------------- | ---- | ---- | ---- | ---- | -------- |
| 全豪オープン   | A    | A    | LQ   | 3R   | 2–1      |
| 全仏オープン   | A    | LQ   | 2R   | A    | 1–1      |
| ウィンブルドン | LQ   | LQ   | 1R   | A    | 0–1      |
| 全米オープン   | LQ   | LQ   | 1R   | A    | 0–1      |